# Хоружевка (Курская область)
Хоружевка — хутор в Курском районе Курской области России. Входит в состав Лебяженского сельсовета.

## География
Хутор находится в центральной части Курской области, в пределах южной части Среднерусской возвышенности, в лесостепной зоне, на правом берегу реки Млодать, на расстоянии примерно 14 км (по прямой) к юго-востоку от города Курск, административного центра района и области. Абсолютная высота — 196 м над уровнем моря.

### Климат
Климат характеризуется как умеренно континентальный, с относительно жарким летом и умеренно холодной зимой. Среднегодовая температура воздуха — 5,5 °С. Средняя температура воздуха самого тёплого месяца (июля) — 18,7 °C (абсолютный максимум — 37 °С); самого холодного (января) — −9,3 °C (абсолютный минимум — −35 °С). Безморозный период длится около 152 дней. Среднегодовое количество атмосферных осадков составляет 587 мм, из которых 375 мм выпадает в период с апреля по октябрь. Снежный покров образуется в первой декаде декабря и держится в среднем 125 дней.

### Часовой пояс
Хутор Хоружевка, как и вся Курская область, находится в часовой зоне МСК (московское время). Смещение применяемого времени относительно UTC составляет +3:00.

## Население
| 2002 | 2010 |
| ---- | ---- |
| 39   | ↘34  |

### Половой состав
По данным Всероссийской переписи населения 2010 года, в половой структуре населения мужчины составляли 44,1 %, женщины — соответственно 55,9 %.

### Национальный состав
Согласно результатам переписи 2002 года, в национальной структуре населения русские составляли 100 %.

## Инфраструктура
Личное подсобное хозяйство. В хуторе 53 дома.

## Транспорт
Хоружевка находится в 3,5 км от автодороги межмуниципального значения 38Н-416 (Курск — Петрин), при автодороге 38Н-048 (2-е Букреево — Хоружевка — Смородное), в 12 км от ближайшего ж/д остановочного пункта 465 км (линия Льгов I — Курск).
В 104 км от аэропорта имени В. Г. Шухова (недалеко от Белгорода).